# Liste der Erfolge von Bernd Berkhahn als Trainer
In der Liste der Erfolge von Bernd Berkhahn als Trainer sind, ohne Anspruch auf Vollständigkeit, Medaillengewinne durch von ihm trainierte Schwimmsportlerinnen und -sportler bei wichtigen Wettkämpfen wiedergeben. Dabei sind sowohl von ihm auf Vereinsebene beim SC Magdeburg als auch am Stützpunkt in Magdeburg als Bundestrainer des Deutschen Schwimm-Verbandes trainierte Athletinnen und Athleten berücksichtigt.

## Medaillenspiegel
Der Medaillenspiegel führt alle Medaillengewinne bei Olympischen Spielen, Schwimmwelt- und -europameisterschaften über die Lang- und die Kurzbahn und im Freiwasser auf.
| Medaillenspiegel                                |      |     |      |
| Olympische Spiele                               | 3 ×  | 3 × | 3 ×  |
| Weltmeisterschaften (Langbahn und Freiwasser)   | 19 × | 9 × | 14 × |
| Kurzbahnweltmeisterschaften                     | 2 ×  | 3 × | 1 ×  |
| Europameisterschaften (Langbahn und Freiwasser) | 8 ×  | 8 × | 4 ×  |
| Kurzbahneuropameisterschaften                   | 3 ×  | 2 × | 2 ×  |

(Stand 21. Juli 2025)

## Olympische Spiele

### 2024
- Paris 2024: Lukas Märtens  400 m Freistil
- Paris 2024: Sharon van Rouwendaal  10 km Freiwasser
- Paris 2024: Moesha Johnson  10 km Freiwasser
- Paris 2024: Oliver Klemet  10 km Freiwasser
- Paris 2024: Isabel Gose  1500 m Freistil

### 2021
- Tokio 2020: Florian Wellbrock  10 km Freiwasser
- Tokio 2020: Sharon van Rouwendaal  10 km Freiwasser
- Tokio 2020: Florian Wellbrock  1500 m Freistil
- Tokio 2020: Sarah Köhler  1500 m Freistil

## Weltmeisterschaften

### Langbahn und Freiwasser

#### 2025
- Singapur 2025: Florian Wellbrock  10 km Freiwasser
- Singapur 2025: Moesha Johnson  10 km Freiwasser
- Singapur 2025: Florian Wellbrock  5 km Freiwasser
- Singapur 2025: Moesha Johnson  5 km Freiwasser
- Singapur 2025: Florian Wellbrock  3 km Knockout Sprints Freiwasser
- Singapur 2025: Celine Rieder, Isabel Gose, Florian Wellbrock, Oliver Klemet  4 × 1,5 Kilometer Freiwasser
- Singapur 2025: Lukas Märtens  400 m Freistil
- Singapur 2025: Moesha Johnson  3 km Knockout Sprints Freiwasser
- Singapur 2025: Lukas Märtens  800 m Freistil

#### 2024
- Doha 2024: Sharon van Rouwendaal  5 km Freiwasser
- Doha 2024: Sharon van Rouwendaal  10 km Freiwasser
- Doha 2024: Moesha Johnson, (Chelsea Gubecka, Nicholas Sloman, Kyle Lee)  4 × 1,5 Kilometer Freiwasser
- Doha 2024: Isabel Gose  800 m Freistil
- Doha 2024: Florian Wellbrock  1500 m Freistil
- Doha 2024: Isabel Gose  400 m Freistil
- Doha 2024: Isabel Gose  1500 m Freistil
- Doha 2024: Lukas Märtens  400 m Freistil

#### 2023
- Fukuoka 2023: Florian Wellbrock  5 km Freiwasser
- Fukuoka 2023: Florian Wellbrock  10 km Freiwasser
- Fukuoka 2023: Sharon van Rouwendaal  5 km Freiwasser
- Fukuoka 2023: Lukas Märtens  400 m Freistil
- Fukuoka 2023: Oliver Klemet  10 km Freiwasser
- Fukuoka 2023: Moesha Johnson, (Chelsea Gubecka, Nicholas Sloman, Kyle Lee)  4 × 1,5 Kilometer Freiwasser

#### 2022
- Budapest 2022: Florian Wellbrock, Oliver Klemet, (Lea Boy, Leonie Beck)  4 × 1,5 km Staffel Freiwasser
- Budapest 2022: Florian Wellbrock  5 km Freiwasser
- Budapest 2022: Sharon van Rouwendaal  10 km Freiwasser
- Budapest 2022: Lukas Märtens  400 m Freistil
- Budapest 2022: Florian Wellbrock  800 m Freistil
- Budapest 2022: Florian Wellbrock  1500 m Freistil
- Budapest 2022: Mychajlo Romantschuk  5 km Freiwasser
- Budapest 2022: Florian Wellbrock  10 km Freiwasser
- Budapest 2022: Sharon van Rouwendaal  25 km Freiwasser

#### 2019
- Gwangju 2019: Florian Wellbrock  1500 m Freistil
- Gwangju 2019: Florian Wellbrock  10 km Freiwasser
- Gwangju 2019: Rob Muffels, Sarah Köhler, (Lea Boy, Sören Meißner)  4 × 1,25 km Freiwasser
- Gwangju 2019: Sarah Köhler  1500 m
- Gwangju 2019: Finnia Wunram  25 km Freiwasser
- Gwangju 2019: Rob Muffels  10 km Freiwasser

#### 2017
- Budapest 2017: Franziska Hentke  200 m Schmetterling

#### 2015
- Kasan 2015: Rob Muffels, (Christian Reichert, Isabelle Härle)  5 km Team Freiwasser
- Kasan 2015: Rob Muffels  5 km Freiwasser
- Kasan 2015: Finnia Wunram  5 km Freiwasser

### Kurzbahn

#### 2024
- Budapest 2024: Isabell Gose  1500 m Freistil
- Budapest 2024: Isabell Gose  800 m Freistil
- Budapest 2024: Florian Wellbrock  1500 m Freistil
- Budapest 2024: Florian Wellbrock  800 m Freistil

#### 2021
- Abu Dhabi 2021: Florian Wellbrock  1500 m Freistil

#### 2014
- Doha 2014: Franziska Hentke  200 m Schmetterling

## Europameisterschaften

### Langbahn und Freiwasser

#### 2024
- Belgrad 2024: Celine Rieder  1500 m Freistil

#### 2022
- Rom 2022: Mychajlo Romantschuk  1500 m Freistil
- Rom 2022: Isabel Gose  400 m Freistil
- Rom 2022: Lukas Märtens  400 m Freistil
- Rom 2022: Sharon van Rouwendaal  5 km Freiwasser
- Rom 2022: Lukas Märtens  800 m Freistil
- Rom 2022: Isabel Gose  800 m Freistil
- Rom 2022: Isabel Gose  200 m Freistil

#### 2021
- Budapest 2020: Sharon van Rouwendaal  5 km Freiwasser
- Budapest 2020: Sharon van Rouwendaal  10 km Freiwasser
- Budapest 2020: Florian Wellbrock, Rob Muffels, (Lea Boy, Leonie Beck)  5 km Team Freiwasser
- Budapest 2020: Florian Wellbrock  10 km Freiwasser

#### 2018
- Glasgow 2018: Florian Wellbrock  1500 m Freistil
- Glasgow 2018: Florian Wellbrock, (Leonie Beck, Sarah Köhler, Sören Meißner)  5 km Team Freiwasser
- Glasgow 2018: Florian Wellbrock  800 m Freistil

#### 2016
- London 2016: Franziska Hentke  200 m Schmetterling
- Hoorn 2016: Finnia Wunram  5 km Freiwasser
- Hoorn 2016: Finnia Wunram, Rob Muffels, (Andreas Waschburger)  5 km Team Freiwasser

#### 2014
- Berlin 2014: Rob Muffels  5 km Freiwasser
- Berlin 2014: Rob Muffels, (Thomas Lurz, Isabelle Härle)  5 km Team Freiwasser

### Kurzbahn

#### 2021
- Kasan 2021: Florian Wellbrock  1500 m Freistil
- Kasan 2021: Florian Wellbrock  800 m Freistil
- Kasan 2021: Isabel Gose  800 m Freistil
- Kasan 2021: Isabel Gose  400 m Freistil

#### 2017
- Kopenhagen 2017: Franziska Hentke  200 m Schmetterling

#### 2015
- Netanja 2015: Franziska Hentke  200 m Schmetterling

#### 2013
- Herning 2013: Franziska Hentke  200 m Schmetterling